# NK Novigrad

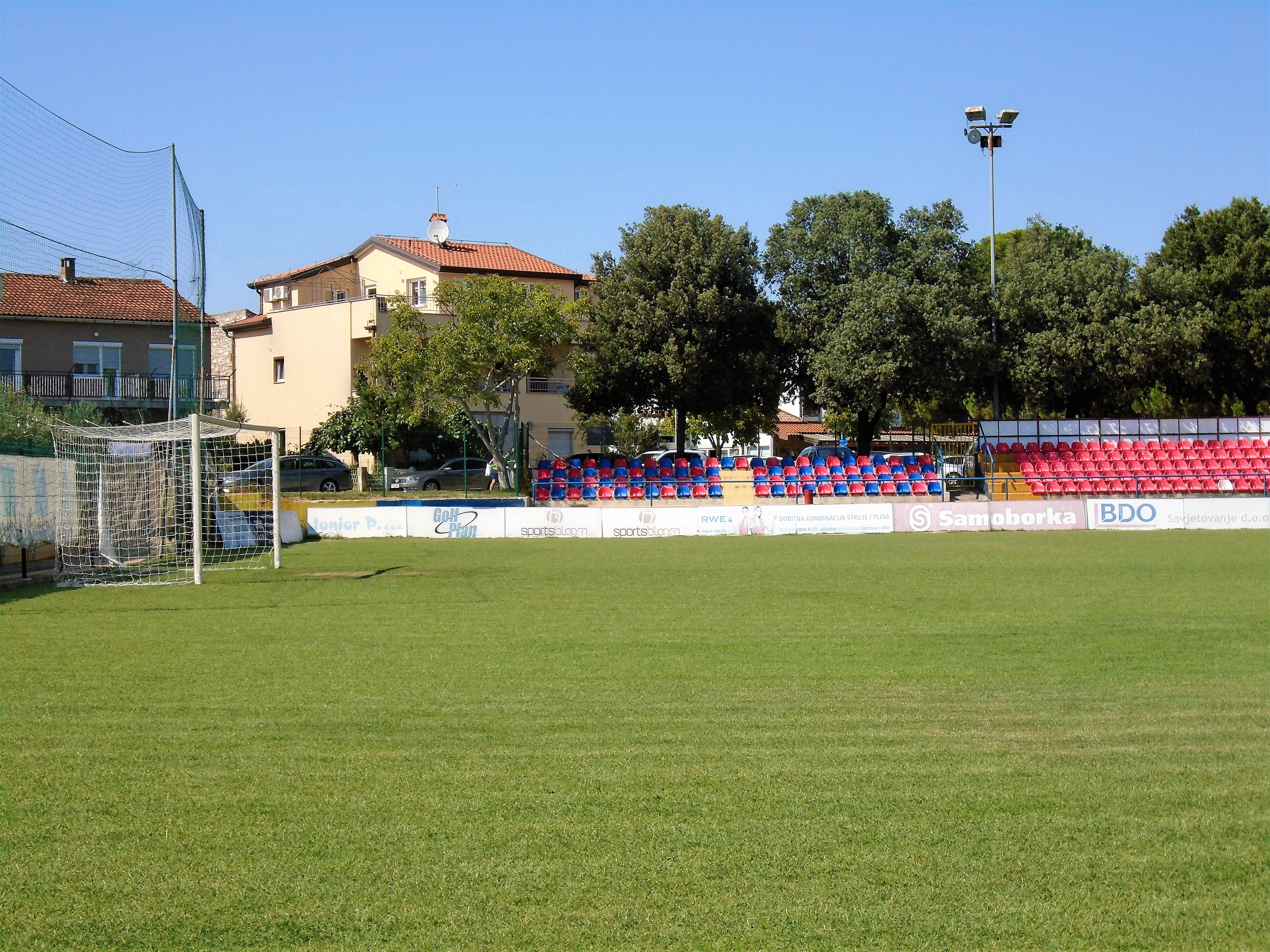
Estadio del NK Novigrad

El NK Novigrad es un club de fútbol croata de la villa de Novigrad, Condado de Istria que actualmente juega en la 3. HNL, tercera división en el fútbol croata.

## Historia
El club fue fundado en 1947 y jugó durante más de cuarenta años en el campeonato yugoslavo, hasta que en 1991 tras la disolución de Yugoslavia se unió al campeonato croata. El club permaneció en divisiones regionales, hasta que en la temporada 2011/12, tras quedar primero en la 1. ŽNL Istarska, ascendió a la 3. HNL. En su primera temporada en la tercera división croata consiguió una decimocuarta posición en el grupo oeste. En su siguiente temporada ascendió al segundo lugar de la tabla tras quedar a un punto del NK Opatija, lo cual no le bastó para poder ser promocionado a la segunda liga. Tras un quinto puesto en 2015, finalmente en la temporada 2015/16 quedó primero de su grupo, ascendiendo así a la 2. HNL. En su primer año en segunda división quedó en octavo lugar.